# Amata aureola
Amata aureola là một loài bướm đêm thuộc phân họ Arctiinae, họ Erebidae.